# چری‌پای
چری‌پای (به انگلیسی: CherryPy) یک چارچوب (فریم‌ورک) سبک‌وزن برای توسعهٔ برنامه‌های وب به زبان برنامه‌نویسی پایتون است. این فریم‌ورک از سال ۲۰۰۲ توسعه یافته و یکی از نخستین چارچوب‌های وب پایتون محسوب می‌شود. هدف اصلی چری‌پای، فراهم کردن راهکاری ساده، قدرتمند و ماژولار برای ساخت برنامه‌های تحت وب است؛ به‌گونه‌ای که توسعه‌دهنده بتواند با استفاده از اصول برنامه‌نویسی شی‌ءگرا و بدون نیاز به یادگیری مفاهیم پیچیدهٔ وب، برنامه‌ای قابل اجرا ایجاد کند.